# Stefan Szarańcza
Stefan V Szarańcza (rum. Ștefan Lăcustă; zm. 1540) – hospodar Mołdawii w latach 1538–1540 z rodu Muszatowiczów.
Był wnukiem hospodara Stefana Wielkiego, synem najstarszego jego syna Aleksandra (zmarłego jeszcze przed śmiercią ojca). W 1538 został wysunięty przez Imperium osmańskie jako pretendent do tonu mołdawskiego, z którego Turcy pragnęli usunąć zbyt niezależnego Piotra Raresza. Został hospodarem mołdawskim wskutek wyprawy tureckiej na Mołdawię, podczas której opowiedzieli się za nim najważniejsi dygnitarze mołdawscy, którzy zdradzili Raresza. Objęcie przezeń tronu było jednak związane z innymi bardzo ciężkimi warunkami narzuconymi przez Turków, m.in. odstąpieniem na ich rzecz nadmorskich terenów Mołdawii (Budziak i miasto Bendery). To, a także nadużywanie zwierzchnictwa nad Mołdawią przez Turcję i uległość Szarańczy wobec tej ostatniej wywołało wybuch niezadowolenia bojarów, który w 1540 zamordowali Szarańczę.